# Uéslei
Uéslei Raimundo Pereira da Silva (nacido el 19 de abril de 1972) es un exfutbolista brasileño que se desempeñaba como delantero.

## Trayectoria

### Clubes
| Club                 | País   | Año         |
| -------------------- | ------ | ----------- |
| Bahia                | Brasil | 1995        |
| Palmeiras            | Brasil | 1995        |
| Guarani              | Brasil | 1996        |
| São Paulo            | Brasil | 1996        |
| Vitória              | Brasil | 1997        |
| Internacional        | Brasil | 1998        |
| Bahia                | Brasil | 1999 - 2000 |
| Nagoya Grampus Eight | Japón  | 2000 - 2005 |
| Bahia                | Brasil | 2005        |
| Atlético Mineiro     | Brasil | 2005        |
| Sanfrecce Hiroshima  | Japón  | 2006 - 2007 |
| Oita Trinita         | Japón  | 2008 - 2009 |

## Estadística de carrera

### J. League
| Club                 | Año   | J. League | J. League | Copa J. League | Copa J. League | Total | Total |
| Club                 | Año   | Part.     | Goles     | Part.          | Goles          | Part. | Goles |
| -------------------- | ----- | --------- | --------- | -------------- | -------------- | ----- | ----- |
| Nagoya Grampus Eight | 2000  | 9         | 7         | 4              | 1              | 13    | 8     |
| Nagoya Grampus Eight | 2001  | 28        | 21        | 6              | 3              | 34    | 24    |
| Nagoya Grampus Eight | 2002  | 27        | 20        | 3              | 1              | 30    | 21    |
| Nagoya Grampus Eight | 2003  | 27        | 22        | 5              | 2              | 32    | 24    |
| Nagoya Grampus Eight | 2004  | 25        | 10        | 7              | 7              | 32    | 17    |
| Nagoya Grampus Eight | 2005  | 1         | 1         | 0              | 0              | 1     | 1     |
| Sanfrecce Hiroshima  | 2006  | 27        | 16        | 4              | 0              | 31    | 16    |
| Sanfrecce Hiroshima  | 2007  | 29        | 17        | 5              | 2              | 34    | 19    |
| Oita Trinita         | 2008  | 30        | 7         | 9              | 4              | 39    | 11    |
| Oita Trinita         | 2009  | 14        | 3         | 3              | 1              | 17    | 4     |
| Total                | Total | 217       | 124       | 46             | 21             | 263   | 145   |